# Tętniak rzekomy

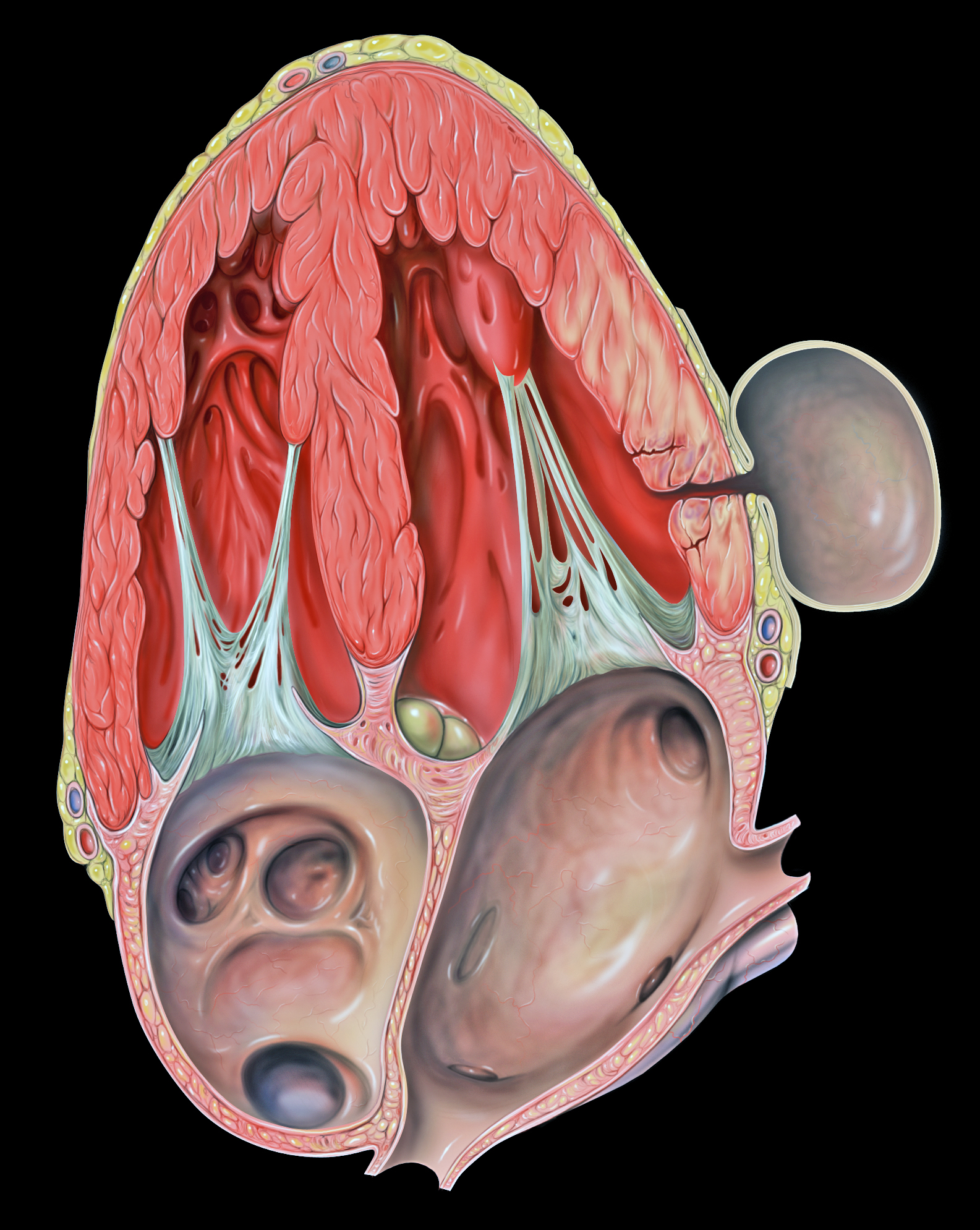
Tętniak rzekomy lewej komory.

Tętniak rzekomy (łac. aneurysma spurium; ang. false aneurysm, pseudoaneurysm) – powstaje na skutek przerwania ciągłości ściany tętnicy otoczonej ściśle przez mięśnie, powięzie, tkankę łączną jako następstwo tzw. krwiaka tętniącego lub przerwania ciągłości ściany serca. Wynaczyniona z naczynia krew dostaje się do otaczających tkanek, które poprzez ucisk ograniczają dalsze krwawienie. Po kilku tygodniach krwiak ulega przeobrażeniu, a jego granice zostają otoczone torebką łącznotkankową, która odtwarza ciągłość naczynia. Ściana tętniaka rzekomego nie jest ścianą tętnicy, stanowi ją torebka łącznotkankowa. Tętniaki tego rodzaju mogą występować po zabiegach kardiologicznych (np. koronarografia), na skutek nakłucia tętnicy przy wprowadzaniu cewnika. 
Jednym ze sposobów leczenia jest chirurgiczne wypreparowanie i usunięcie torebki oraz zaszycie naczynia. W niektórych przypadkach istnieje możliwość wszczepienia stentu w światło naczynia, co jest metodą o wiele mniej inwazyjną i obciążającą dla pacjenta.